# Norfolkline

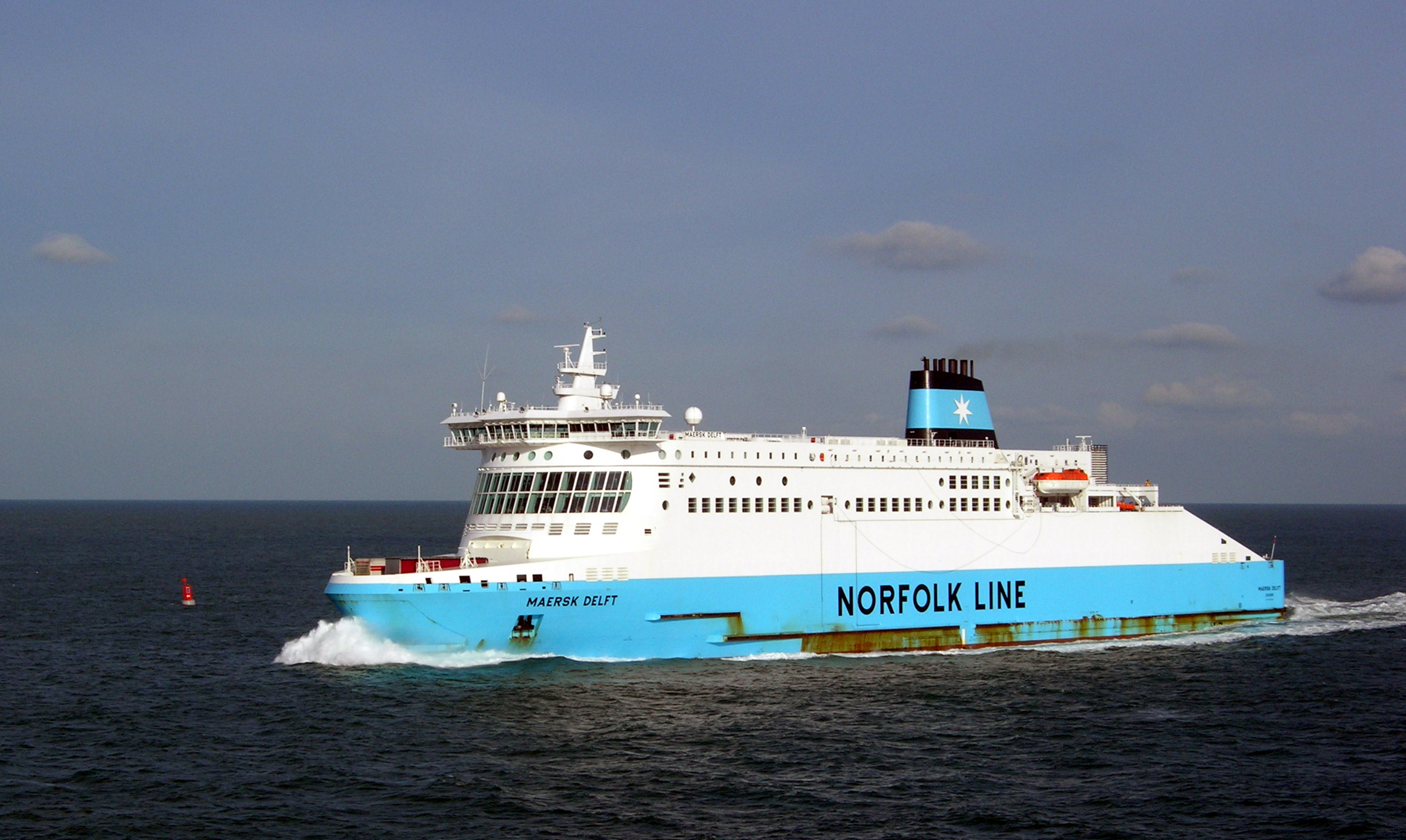
Ferry ro-pax Norfolkline M/S Maersk Delft, costruito nel 2006

Norfolkline è un'azienda che opera nei trasporti multimodali, in particolar modo su nave e camion.
Effettua servizi traghetto per camion e auto con passeggeri nel canale della Manica tra Dover e Dunkerque, e nel mare irlandese tra Liverpool e Dublino/Belfast. Inoltre effettua servizi ferry per soli camion nel mare del Nord e nel mare d'Irlanda.
È un'azienda controllata dal gruppo A.P. Møller - Mærsk.

## Dati operativi
Sono attualmente impiegati più di 2000 dipendenti in 13 paesi in Europa, che operano da 35 località diverse.

## Flotta navale
- Maersk Dunkerque
- Maersk Delft
- Maersk Dover
- Maersk Flanders
- Maersk Anglia
- Maersk Importer
- Maersk Exporter
- Lagan Viking
- Mersey Viking
- Dublin Viking
- Liverpool Viking
- Saga Moon
- Norfolkline Shield
- Norfolkline Arrow